# Литвиново (Максютинская волость)
Литвиново — деревня в Себежском районе Псковской области России. Входит в состав городского поселения Идрица.

## География
Находится на юго-западе региона, в юго-восточной части района, в лесной местности около озера Островито.
Уличная сеть не развита.

## История
В 1802—1924 годах земли поселения Литвинова входили в Себежский уезд Витебской губернии.
В 1941—1944 гг. деревня находилась под фашистской оккупацией войсками Гитлеровской Германии.
В апреле 2015 года Максютинская волость была упразднена и все её населённые пункты, в том числе Литвиново, были включены в состав городского поселения Идрица.
Таким образом, в городском поселении Идрица с апреля 2015 года две деревни с одинаковым названиям Литвиново.

## Население
| 2001 | 2002 | 2010 |
| ---- | ---- | ---- |
| 13   | ↘11  | ↘9   |

Согласно результатам переписи 2002 года, в национальной структуре населения русские составляли 100 % от общей численности населения в 11 чел..

## Инфраструктура
Личное подсобное хозяйство.

## Транспорт
Деревня доступна по просёлочным дорогам.
От а/д Максютино-Родионово до дер. Литвиново идёт автомобильная дорога общего пользования местного значения (идентификационный номер 558-254-850 ОП МП 58Н-085), длиной 3 км.